# ماریو قصار
ماریو قصار (عربی: ماریو قصار؛ زادهٔ ۱۰ اکتبر ۱۹۵۱) تهیه‌کننده فیلم اهل لبنان است.

## فیلم‌شناسی
- The Changeling (۱۹۸۰)
- فرار به‌سوی پیروزی (۱۹۸۱)
- آماتور (۱۹۸۱)
- Superstition (۱۹۸۲)
- نخستین خون (۱۹۸۲)
- رمبو: اولین خون قسمت دوم (۱۹۸۵)
- قلب فرشته (۱۹۸۷)
- شدت تعصب (۱۹۸۷)
- رمبو ۳ (۱۹۸۸)
- داغ سرخ (۱۹۸۸)
- DeepStar Six (۱۹۸۹)
- جانی خوش‌قیافه (۱۹۸۹)
- Mountains of the Moon (۱۹۹۰)
- یادآوری کامل (۱۹۹۰)
- هواپیمایی آمریکا (۱۹۹۰)
- Repossessed (۱۹۹۰)
- حاشیه باریک (۱۹۹۰)
- نردبان یعقوب (۱۹۹۰)
- L.A. Story (۱۹۹۱)
- دورز (۱۹۹۱)
- نابودگر ۲: روز داوری (۱۹۹۱)
- رز پریشان (۱۹۹۱)
- Light Sleeper (۱۹۹۲)
- غریزه اصلی (۱۹۹۲)
- سرباز جهانی (۱۹۹۲)
- چاپلین (۱۹۹۲)
- صخره‌نورد (۱۹۹۳)
- بهشت و زمین (۱۹۹۳)
- استارگیت (۱۹۹۴)
- Last of the Dogmen (۱۹۹۵)
- دختران شو (۱۹۹۵)
- جزیره کاتروت (۱۹۹۵)
- لولیتا (فیلم ۱۹۹۷) (۱۹۹۷)
- من جاسوس (۲۰۰۲)
- نابودگر ۳: خیزش ماشین‌ها (۲۰۰۳)
- غریزه اصلی ۲ (۲۰۰۶)
- نابودگر: ماجراهای سارا کانر (۲۰۰۸–۲۰۰۹)
- رستگاری نابودگر (۲۰۰۹)